# Wspólnota administracyjna Backnang
Wspólnota administracyjna Backnang – wspólnota administracyjna (niem. Vereinbarte Verwaltungsgemeinschaft) w Niemczech, w kraju związkowym Badenia-Wirtembergia, w rejencji Stuttgart, w regionie Stuttgart, w powiecie Rems-Murr. Siedziba wspólnoty znajduje się w mieście Backnang, przewodniczącym jej jest Frank Nopper.
Wspólnota administracyjna zrzesza jedno miasto i osiem gmin wiejskich:
- Allmersbach im Tal, 4 705 mieszkańców, 7,95 km²
- Althütte, 4 189 mieszkańców, 18,15 km²
- Aspach, 8 219 mieszkańców, 35,46 km²
- Auenwald, 6 919 mieszkańców, 19,76 km²
- Backnang, miasto, 35 395 mieszkańców, 39,37 km²
- Burgstetten, 3 390 mieszkańców, 10,29 km²
- Kirchberg an der Murr, 3 656 mieszkańców, 13,22 km²
- Oppenweiler, 4 091 mieszkańców, 19,83 km²
- Weissach im Tal, 7 029 mieszkańców, 14,14 km²